# Beatenberg
Beatenberg (toponimo tedesco) è un comune svizzero di 1 208 abitanti del Canton Berna, nella regione dell'Oberland (circondario di Interlaken-Oberhasli).

## Geografia fisica
Beatenberg si affaccia sul Lago di Thun.

## Monumenti e luoghi d'interesse

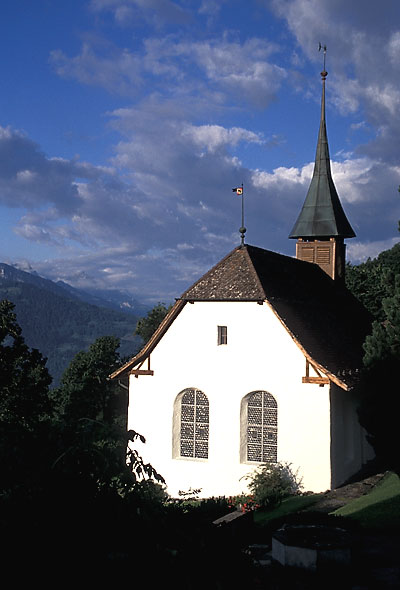
La chiesa riformata

- Chiesa riformata, eretta nel 1673[1].

## Società

### Evoluzione demografica
L'evoluzione demografica è riportata nella seguente tabella:
Abitanti censiti

## Economia
Beatenberg è una località turistica: il turismo estivo si è sviluppato a partire dagli anni 1860, quello invernale dal 1940 (seggiovia del Niederhorn).

## Infrastrutture e trasporti
Tra il 1914 e il 1939 Beatenberg fu servita dalla tranvia Steffisburg-Thun-Interlaken.

## Amministrazione
Ogni famiglia originaria del luogo fa parte del cosiddetto comune patriziale e ha la responsabilità della manutenzione di ogni bene ricadente all'interno dei confini del comune.